# 400 meter häck för damer i friidrott vid olympiska sommarspelen 2000
400 meter häck för damer vid olympiska sommarspelen 2000 i Sydney avgjordes 24-27 september. 

## Medaljörer
| Gren           | Guld                     | Guld  | Silver                | Silver | Brons                  | Brons |
| 400 meter häck | Irina Privalova Ryssland | 53,02 | Deon Hemmings Jamaica | 53,45  | Nezha Bidouane Marocko | 53,57 |

## Resultat
- Q innebär avancemang utifrån placering i heatet.
- q innebär avancemang utifrån total placering.
- DNS innebär att personen inte startade.
- DNF innebär att personen inte fullföljde.
- DQ innebär diskvalificering.
- NR innebär nationellt rekord.
- OR innebär olympiskt rekord.
- WR innebär världsrekord.
- WJR innebär världsrekord för juniorer
- AR innebär världsdelsrekord (area record)
- PB innebär personligt rekord.
- SB innebär säsongsbästa.

### Försöksheat

#### Omgång 1
| Heat 1 av 5 Datum: Söndagen den 24 september 2000 | Heat 1 av 5 Datum: Söndagen den 24 september 2000 | Heat 1 av 5 Datum: Söndagen den 24 september 2000 | Heat 1 av 5 Datum: Söndagen den 24 september 2000 | Heat 1 av 5 Datum: Söndagen den 24 september 2000 | Heat 1 av 5 Datum: Söndagen den 24 september 2000 | Heat 1 av 5 Datum: Söndagen den 24 september 2000 | Heat 1 av 5 Datum: Söndagen den 24 september 2000 | Heat 1 av 5 Datum: Söndagen den 24 september 2000 |
| Placering                                         | Placering                                         | Idrottare                                         | Nation                                            | Bana                                              | Reaktion                                          | Tid                                               | Kval.                                             | Rekord                                            |
| Heat                                              | Totalt                                            | Idrottare                                         | Nation                                            | Bana                                              | Reaktion                                          | Tid                                               | Kval.                                             | Rekord                                            |
| ------------------------------------------------- | ------------------------------------------------- | ------------------------------------------------- | ------------------------------------------------- | ------------------------------------------------- | ------------------------------------------------- | ------------------------------------------------- | ------------------------------------------------- | ------------------------------------------------- |
| 1                                                 | 1                                                 | Nezha Bidouane                                    | Marocko                                           | 4                                                 | 0,162 s                                           | 55,38 s                                           | Q                                                 |                                                   |
| 2                                                 | 12                                                | Kim Batten                                        | USA                                               | 6                                                 | 0.162 s                                           | 55.28 s                                           | Q                                                 |                                                   |
| 3                                                 | 14                                                | Andrea Blackett                                   | Barbados                                          | 2                                                 | 0.174 s                                           | 56.31 s                                           | q                                                 |                                                   |
| 4                                                 | 24                                                | Sinead Dudgeon                                    | Storbritannien                                    | 5                                                 | 0.201 s                                           | 57.82 s                                           |                                                   |                                                   |
| 5                                                 | 32                                                | Mary-Estelle Kapalu                               | Vanuatu                                           | 3                                                 | 0.437 s                                           | 1:02.68                                           |                                                   |                                                   |
|                                                   |                                                   | Natalia Tjulkova                                  | Ryssland                                          | 8                                                 | 0.343 s                                           | DNF                                               |                                                   |                                                   |
|                                                   |                                                   | Karlene Haughton                                  | Kanada                                            | 7                                                 | DNS                                               |                                                   |                                                   |                                                   |

| Heat 2 av 5 Datum: Söndagen den 24 september 2000 | Heat 2 av 5 Datum: Söndagen den 24 september 2000 | Heat 2 av 5 Datum: Söndagen den 24 september 2000 | Heat 2 av 5 Datum: Söndagen den 24 september 2000 | Heat 2 av 5 Datum: Söndagen den 24 september 2000 | Heat 2 av 5 Datum: Söndagen den 24 september 2000 | Heat 2 av 5 Datum: Söndagen den 24 september 2000 | Heat 2 av 5 Datum: Söndagen den 24 september 2000 | Heat 2 av 5 Datum: Söndagen den 24 september 2000 |
| Placering                                         | Placering                                         | Idrottare                                         | Nation                                            | Bana                                              | Reaktion                                          | Tid                                               | Kval.                                             | Rekord                                            |
| Heat                                              | Totalt                                            | Idrottare                                         | Nation                                            | Bana                                              | Reaktion                                          | Tid                                               | Kval.                                             | Rekord                                            |
| ------------------------------------------------- | ------------------------------------------------- | ------------------------------------------------- | ------------------------------------------------- | ------------------------------------------------- | ------------------------------------------------- | ------------------------------------------------- | ------------------------------------------------- | ------------------------------------------------- |
| 1                                                 | 3                                                 | Daimi Pernia                                      | Kuba                                              | 7                                                 | 0,256 s                                           | 55,53 s                                           | Q                                                 |                                                   |
| 2                                                 | 4                                                 | Heike Meissner                                    | Tyskland                                          | 8                                                 | 0.224 s                                           | 55.58 s                                           | Q                                                 |                                                   |
| 3                                                 | 5                                                 | Tasha Danvers                                     | Storbritannien                                    | 3                                                 | 0.160 s                                           | 55.68 s                                           | q                                                 |                                                   |
| 4                                                 | 9                                                 | Julia Nosova                                      | Ryssland                                          | 6                                                 | 0.293 s                                           | 56.11 s                                           | q                                                 |                                                   |
| 5                                                 | 10                                                | Catherine Scott-Pomales                           | Jamaica                                           | 5                                                 | 0.187 s                                           | 56.17 s                                           | q                                                 |                                                   |
| 6                                                 | 20                                                | Tetjana Debela                                    | Ukraina                                           | 4                                                 | 0.164 s                                           | 57.33 s                                           |                                                   |                                                   |
| 7                                                 | 30                                                | Cherry                                            | Myanmar                                           | 2                                                 | 0.218 s                                           | 1.00,81 s                                         |                                                   |                                                   |

| Heat 3 av 5 Datum: Söndagen den 24 september 2000 | Heat 3 av 5 Datum: Söndagen den 24 september 2000 | Heat 3 av 5 Datum: Söndagen den 24 september 2000 | Heat 3 av 5 Datum: Söndagen den 24 september 2000 | Heat 3 av 5 Datum: Söndagen den 24 september 2000 | Heat 3 av 5 Datum: Söndagen den 24 september 2000 | Heat 3 av 5 Datum: Söndagen den 24 september 2000 | Heat 3 av 5 Datum: Söndagen den 24 september 2000 | Heat 3 av 5 Datum: Söndagen den 24 september 2000 |
| Placering                                         | Placering                                         | Idrottare                                         | Nation                                            | Bana                                              | Reaktion                                          | Tid                                               | Kval.                                             | Rekord                                            |
| Heat                                              | Totalt                                            | Idrottare                                         | Nation                                            | Bana                                              | Reaktion                                          | Tid                                               | Kval.                                             | Rekord                                            |
| ------------------------------------------------- | ------------------------------------------------- | ------------------------------------------------- | ------------------------------------------------- | ------------------------------------------------- | ------------------------------------------------- | ------------------------------------------------- | ------------------------------------------------- | ------------------------------------------------- |
| 1                                                 | 2                                                 | Deon Hemmings                                     | Jamaica                                           | 6                                                 | 0,219 s                                           | 55,44 s                                           | Q                                                 |                                                   |
| 2                                                 | 11                                                | Tetjana Teresjtjuk-Antipova                       | Ukraina                                           | 2                                                 | 0.329 s                                           | 56.27 s                                           | Q                                                 |                                                   |
| 3                                                 | 17                                                | Jana Pittman                                      | Australien                                        | 4                                                 | 0.196 s                                           | 56.76 s                                           |                                                   |                                                   |
| 4                                                 | 21                                                | Anna Olichwierczuk                                | Polen                                             | 5                                                 | 0.229 s                                           | 57.36 s                                           |                                                   |                                                   |
| 5                                                 | 25                                                | Monika Niederstatter                              | Italien                                           | 3                                                 | 0.268 s                                           | 58.02 s                                           |                                                   |                                                   |
| 6                                                 | 27                                                | Tacko Diouf                                       | Senegal                                           | 7                                                 | 0.173 s                                           | 58.65 s                                           |                                                   |                                                   |

| Heat 4 av 5 Datum: Söndagen den 24 september 2000 | Heat 4 av 5 Datum: Söndagen den 24 september 2000 | Heat 4 av 5 Datum: Söndagen den 24 september 2000 | Heat 4 av 5 Datum: Söndagen den 24 september 2000 | Heat 4 av 5 Datum: Söndagen den 24 september 2000 | Heat 4 av 5 Datum: Söndagen den 24 september 2000 | Heat 4 av 5 Datum: Söndagen den 24 september 2000 | Heat 4 av 5 Datum: Söndagen den 24 september 2000 | Heat 4 av 5 Datum: Söndagen den 24 september 2000 |
| Placering                                         | Placering                                         | Idrottare                                         | Nation                                            | Bana                                              | Reaktion                                          | Tid                                               | Kval.                                             | Rekord                                            |
| Heat                                              | Totalt                                            | Idrottare                                         | Nation                                            | Bana                                              | Reaktion                                          | Tid                                               | Kval.                                             | Rekord                                            |
| ------------------------------------------------- | ------------------------------------------------- | ------------------------------------------------- | ------------------------------------------------- | ------------------------------------------------- | ------------------------------------------------- | ------------------------------------------------- | ------------------------------------------------- | ------------------------------------------------- |
| 1                                                 | 6                                                 | Sandra Glover                                     | USA                                               | 6                                                 | 0,207 s                                           | 55,76 s                                           | Q                                                 |                                                   |
| 2                                                 | 8                                                 | Ulrike Urbansky                                   | Tyskland                                          | 8                                                 | 0.297 s                                           | 55.93 s                                           | Q                                                 |                                                   |
| 3                                                 | 15                                                | Natalja Torsjina                                  | Kazakstan                                         | 7                                                 | 0.289 s                                           | 56.38 s                                           | q                                                 |                                                   |
| 4                                                 | 19                                                | Susan Smith-Walsh                                 | Irland                                            | 4                                                 | 0.152 s                                           | 57.08 s                                           |                                                   |                                                   |
| 5                                                 | 23                                                | Irena Zauna                                       | Lettland                                          | 3                                                 | 0.229 s                                           | 57.79 s                                           |                                                   |                                                   |
| 6                                                 | 26                                                | Lauren Poetschka                                  | Australien                                        | 5                                                 | 0.183 s                                           | 58.06 s                                           |                                                   |                                                   |
| 7                                                 | 31                                                | Chrysoula Gountunoudi                             | Grekland                                          | 2                                                 | 0.223 s                                           | 1:01.59                                           |                                                   |                                                   |

| Heat 5 av 5 Datum: Söndagen den 24 september 2000 | Heat 5 av 5 Datum: Söndagen den 24 september 2000 | Heat 5 av 5 Datum: Söndagen den 24 september 2000 | Heat 5 av 5 Datum: Söndagen den 24 september 2000 | Heat 5 av 5 Datum: Söndagen den 24 september 2000 | Heat 5 av 5 Datum: Söndagen den 24 september 2000 | Heat 5 av 5 Datum: Söndagen den 24 september 2000 | Heat 5 av 5 Datum: Söndagen den 24 september 2000 | Heat 5 av 5 Datum: Söndagen den 24 september 2000 |
| Placering                                         | Placering                                         | Idrottare                                         | Nation                                            | Bana                                              | Reaktion                                          | Tid                                               | Kval.                                             | Rekord                                            |
| Heat                                              | Totalt                                            | Idrottare                                         | Nation                                            | Bana                                              | Reaktion                                          | Tid                                               | Kval.                                             | Rekord                                            |
| ------------------------------------------------- | ------------------------------------------------- | ------------------------------------------------- | ------------------------------------------------- | ------------------------------------------------- | ------------------------------------------------- | ------------------------------------------------- | ------------------------------------------------- | ------------------------------------------------- |
| 1                                                 | 7                                                 | Irina Privalova                                   | Ryssland                                          | 3                                                 | 0,204 s                                           | 55,89 s                                           | Q                                                 |                                                   |
| 2                                                 | 13                                                | Guðrún Arnardóttir                                | Island                                            | 6                                                 | 0.201 s                                           | 56.30 s                                           | Q                                                 |                                                   |
| 3                                                 | 16                                                | Ionela Tirlea                                     | Rumänien                                          | 2                                                 | 0.246 s                                           | 56.40 s                                           | q                                                 |                                                   |
| 4                                                 | 18                                                | Tonja Buford-Bailey                               | USA                                               | 8                                                 | 0.206 s                                           | 57.02 s                                           |                                                   |                                                   |
| 5                                                 | 22                                                | Keri Maddox                                       | Storbritannien                                    | 4                                                 | 0.220 s                                           | 57.44 s                                           |                                                   |                                                   |
| 6                                                 | 28                                                | Stephanie Price                                   | Australien                                        | 5                                                 |                                                   | 58.81 s                                           |                                                   |                                                   |
| 7                                                 | 29                                                | Patrina Allen                                     | Jamaica                                           | 7                                                 | 0.328 s                                           | 59.36 s                                           |                                                   |                                                   |

##### Omgång 1 - Totalt
| Omgång 1 Totala resultat | Omgång 1 Totala resultat    | Omgång 1 Totala resultat | Omgång 1 Totala resultat | Omgång 1 Totala resultat | Omgång 1 Totala resultat | Omgång 1 Totala resultat | Omgång 1 Totala resultat | Omgång 1 Totala resultat | Omgång 1 Totala resultat |
| Placering                | Idrottare                   | Nation                   | Heat                     | Bana                     | Placering                | Tid                      | Kval.                    | Rekord                   |                          |
| ------------------------ | --------------------------- | ------------------------ | ------------------------ | ------------------------ | ------------------------ | ------------------------ | ------------------------ | ------------------------ | ------------------------ |
| 1                        | Nezha Bidouane              | Marocko                  | 1                        | 4                        | 1                        | 55,38 s                  | Q                        |                          |                          |
| 2                        | Deon Hemmings               | Jamaica                  | 3                        | 6                        | 1                        | 55.44 s                  | Q                        |                          |                          |
| 3                        | Daimi Pernia                | Kuba                     | 2                        | 7                        | 1                        | 55.53 s                  | Q                        |                          |                          |
| 4                        | Heike Meissner              | Tyskland                 | 2                        | 8                        | 2                        | 55.58 s                  | Q                        |                          |                          |
| 5                        | Tasha Danvers               | Storbritannien           | 2                        | 3                        | 3                        | 55.68 s                  | q                        |                          |                          |
| 6                        | Sandra Glover               | USA                      | 4                        | 6                        | 1                        | 55.76 s                  | Q                        |                          |                          |
| 7                        | Irina Privalova             | Ryssland                 | 5                        | 3                        | 1                        | 55.89 s                  | Q                        |                          |                          |
| 8                        | Ulrike Urbansky             | Tyskland                 | 4                        | 8                        | 2                        | 55.93 s                  | Q                        |                          |                          |
| 9                        | Julia Nosova                | Ryssland                 | 2                        | 6                        | 4                        | 56.11 s                  | q                        |                          |                          |
| 10                       | Catherine Scott-Pomales     | Jamaica                  | 2                        | 5                        | 5                        | 56.17 s                  | q                        |                          |                          |
| 11                       | Tetjana Teresjtjuk-Antipova | Ukraina                  | 3                        | 2                        | 2                        | 56.27 s                  | Q                        |                          |                          |
| 12                       | Kim Batten                  | USA                      | 1                        | 6                        | 2                        | 56.28 s                  | Q                        |                          |                          |
| 13                       | Guðrún Arnardóttir          | Island                   | 5                        | 6                        | 2                        | 56.30 s                  | Q                        |                          |                          |
| 14                       | Andrea Blackett             | Barbados                 | 1                        | 2                        | 3                        | 56.31 s                  | q                        |                          |                          |
| 15                       | Natalja Torsjina            | Kazakstan                | 4                        | 7                        | 3                        | 56.38 s                  | q                        |                          |                          |
| 16                       | Ionela Tirlea               | Rumänien                 | 5                        | 2                        | 3                        | 56.40 s                  | q                        |                          |                          |
| 17                       | Jana Pittman                | Australien               | 3                        | 4                        | 3                        | 56.76 s                  |                          |                          |                          |
| 18                       | Tonja Buford-Bailey         | USA                      | 5                        | 8                        | 4                        | 57.02 s                  |                          |                          |                          |
| 19                       | Susan Smith-Walsh           | Irland                   | 4                        | 4                        | 4                        | 57.08 s                  |                          |                          |                          |
| 20                       | Tetjana Debela              | Ukraina                  | 2                        | 4                        | 6                        | 57.33 s                  |                          |                          |                          |
| 21                       | Anna Olichwierczuk          | Polen                    | 3                        | 5                        | 4                        | 57.36 s                  |                          |                          |                          |
| 22                       | Keri Maddox                 | Storbritannien           | 5                        | 4                        | 5                        | 57.44 s                  |                          |                          |                          |
| 23                       | Irena Zauna                 | Lettland                 | 4                        | 3                        | 5                        | 57.79 s                  |                          |                          |                          |
| 24                       | Sinead Dudgeon              | Storbritannien           | 1                        | 5                        | 4                        | 57.82 s                  |                          |                          |                          |
| 25                       | Monika Niederstatter        | Italien                  | 3                        | 3                        | 5                        | 58.02 s                  |                          |                          |                          |
| 26                       | Lauren Poetschka            | Australien               | 4                        | 5                        | 6                        | 58.06 s                  |                          |                          |                          |
| 27                       | Tacko Diouf                 | Senegal                  | 3                        | 7                        | 6                        | 58.65 s                  |                          |                          |                          |
| 28                       | Stephanie Price             | Australien               | 5                        | 5                        | 6                        | 58.81 s                  |                          |                          |                          |
| 29                       | Patrina Allen               | Jamaica                  | 5                        | 7                        | 7                        | 59.36 s                  |                          |                          |                          |
| 30                       | Cherry                      | Myanmar                  | 2                        | 2                        | 7                        | 1:00.81                  |                          |                          |                          |
| 31                       | Chrysoula Gountunoudi       | Grekland                 | 4                        | 2                        | 7                        | 1:01.59 s                |                          |                          |                          |
| 32                       | Mary-Estelle Kapalu         | Vanuatu                  | 1                        | 3                        | 5                        | 1:02.68                  |                          |                          |                          |
|                          | Natalia Tjulkova            | Ryssland                 | 1                        | 8                        |                          | DNF                      |                          |                          |                          |
|                          | Karlene Haughton            | Kanada                   | 1                        | 8                        |                          | DNS                      |                          |                          |                          |

#### Semifinaler
| Heat 1 av 2 Datum: Måndagen den 25 september 2000 | Heat 1 av 2 Datum: Måndagen den 25 september 2000 | Heat 1 av 2 Datum: Måndagen den 25 september 2000 | Heat 1 av 2 Datum: Måndagen den 25 september 2000 | Heat 1 av 2 Datum: Måndagen den 25 september 2000 | Heat 1 av 2 Datum: Måndagen den 25 september 2000 | Heat 1 av 2 Datum: Måndagen den 25 september 2000 | Heat 1 av 2 Datum: Måndagen den 25 september 2000 | Heat 1 av 2 Datum: Måndagen den 25 september 2000 |
| Placering                                         | Placering                                         | Idrottare                                         | Nation                                            | Bana                                              | Reaktion                                          | Tid                                               | Kval.                                             | Rekord                                            |
| Heat                                              | Totalt                                            | Idrottare                                         | Nation                                            | Bana                                              | Reaktion                                          | Tid                                               | Kval.                                             | Rekord                                            |
| ------------------------------------------------- | ------------------------------------------------- | ------------------------------------------------- | ------------------------------------------------- | ------------------------------------------------- | ------------------------------------------------- | ------------------------------------------------- | ------------------------------------------------- | ------------------------------------------------- |
| 1                                                 | 1                                                 | Deon Hemmings                                     | Jamaica                                           | 3                                                 | 0,288 s                                           | 54,00 s                                           | Q                                                 | SB                                                |
| 2                                                 | 7                                                 | Daimi Pernia                                      | Kuba                                              | 5                                                 | 0.448 s                                           | 54.92 s                                           | Q                                                 |                                                   |
| 3                                                 | 8                                                 | Tasha Danvers                                     | Storbritannien                                    | 8                                                 | 0.156 s                                           | 54.95 s                                           | Q                                                 | PB                                                |
| 4                                                 | 10                                                | Ulrike Urbansky                                   | Tyskland                                          | 4                                                 | 0.185 s                                           | 55.23 s                                           |                                                   |                                                   |
| 5                                                 | 12T                                               | Heike Meissner                                    | Tyskland                                          | 6                                                 | 0.399 s                                           | 55.73 s                                           |                                                   |                                                   |
| 6                                                 | 12T                                               | Kim Batten                                        | USA                                               | 2                                                 | 0.207 s                                           | 55.73 s                                           |                                                   |                                                   |
| 7                                                 | 15                                                | Natalja Torsjina                                  | Kazakstan                                         | 1                                                 | 0.222 s                                           | 56.22 s                                           |                                                   |                                                   |
| 8                                                 | 16                                                | Julia Nosova                                      | Ryssland                                          | 7                                                 |                                                   | 56.58 s                                           |                                                   |                                                   |

| Heat 2 av 2 Datum: Måndagen den 25 september 2000 | Heat 2 av 2 Datum: Måndagen den 25 september 2000 | Heat 2 av 2 Datum: Måndagen den 25 september 2000 | Heat 2 av 2 Datum: Måndagen den 25 september 2000 | Heat 2 av 2 Datum: Måndagen den 25 september 2000 | Heat 2 av 2 Datum: Måndagen den 25 september 2000 | Heat 2 av 2 Datum: Måndagen den 25 september 2000 | Heat 2 av 2 Datum: Måndagen den 25 september 2000 | Heat 2 av 2 Datum: Måndagen den 25 september 2000 |
| Placering                                         | Placering                                         | Idrottare                                         | Nation                                            | Bana                                              | Reaktion                                          | Tid                                               | Kval.                                             | Rekord                                            |
| Heat                                              | Totalt                                            | Idrottare                                         | Nation                                            | Bana                                              | Reaktion                                          | Tid                                               | Kval.                                             | Rekord                                            |
| ------------------------------------------------- | ------------------------------------------------- | ------------------------------------------------- | ------------------------------------------------- | ------------------------------------------------- | ------------------------------------------------- | ------------------------------------------------- | ------------------------------------------------- | ------------------------------------------------- |
| 1                                                 | 2                                                 | Irina Privalova                                   | Ryssland                                          | 5                                                 | 0,203 s                                           | 54,02 s                                           | Q                                                 | PB                                                |
| 2                                                 | 3                                                 | Nezha Bidouane                                    | Marocko                                           | 3                                                 | 0.190 s                                           | 54.19 s                                           | Q                                                 |                                                   |
| 3                                                 | 4                                                 | Tetjana Teresjtjuk-Antipova                       | Ukraina                                           | 6                                                 | 0.394 s                                           | 54.25 s                                           | Q                                                 |                                                   |
| 4                                                 | 5                                                 | Ionela Tirlea                                     | Rumänien                                          | 8                                                 | 0.219 s                                           | 54.70 s                                           | q                                                 |                                                   |
| 5                                                 | 6                                                 | Guðrún Arnardóttir                                | Island                                            | 7                                                 | 0.171 s                                           | 54.82 s                                           | q                                                 | SB                                                |
| 6                                                 | 9                                                 | Sandra Glover                                     | USA                                               | 4                                                 | 0.473 s                                           | 54.98 s                                           |                                                   |                                                   |
| 7                                                 | 11                                                | Andrea Blackett                                   | Barbados                                          | 1                                                 | 0.194 s                                           | 55.30 s                                           |                                                   |                                                   |
| 8                                                 | 14                                                | Catherine Scott-Pomales                           | Jamaica                                           | 2                                                 | 0.219 s                                           | 55.78 s                                           |                                                   |                                                   |

Semifinaler - totalt
| Semifinaler Totala resultat | Semifinaler Totala resultat | Semifinaler Totala resultat | Semifinaler Totala resultat | Semifinaler Totala resultat | Semifinaler Totala resultat | Semifinaler Totala resultat | Semifinaler Totala resultat | Semifinaler Totala resultat | Semifinaler Totala resultat |
| Placering                   | Idrottare                   | Nation                      | Heat                        | Bana                        | Placering                   | Tid                         | Kval.                       | Rekord                      |                             |
| --------------------------- | --------------------------- | --------------------------- | --------------------------- | --------------------------- | --------------------------- | --------------------------- | --------------------------- | --------------------------- | --------------------------- |
| 1                           | Deon Hemmings               | Jamaica                     | 1                           | 3                           | 1                           | 54,00 s                     | Q                           | SB                          |                             |
| 2                           | Irina Privalova             | Ryssland                    | 2                           | 5                           | 1                           | 54.02 s                     | Q                           | PB                          |                             |
| 3                           | Nezha Bidouane              | Marocko                     | 2                           | 3                           | 2                           | 54.19 s                     | Q                           |                             |                             |
| 4                           | Tetjana Teresjtjuk-Antipova | Ukraina                     | 2                           | 6                           | 3                           | 54.25 s                     | Q                           |                             |                             |
| 5                           | Ionela Tirlea               | Rumänien                    | 2                           | 8                           | 4                           | 54.70 s                     | q                           | SB                          |                             |
| 6                           | Guðrún Arnardóttir          | Island                      | 2                           | 7                           | 5                           | 54.82 s                     | q                           |                             |                             |
| 7                           | Daimi Pernia                | Kuba                        | 1                           | 5                           | 2                           | 54.92 s                     | Q                           |                             |                             |
| 8                           | Tasha Danvers               | Storbritannien              | 1                           | 8                           | 3                           | 54.95 s                     | Q                           | PB                          |                             |
| 9                           | Sandra Glover               | USA                         | 2                           | 4                           | 6                           | 54.98 s                     |                             |                             |                             |
| 10                          | Ulrike Urbansky             | Tyskland                    | 1                           | 4                           | 4                           | 55.30 s                     |                             |                             |                             |
| 11                          | Andrea Blackett             | Barbados                    | 2                           | 1                           | 7                           | 55.30 s                     |                             |                             |                             |
| 12                          | Kim Batten                  | USA                         | 1                           | 2                           | 6                           | 55.73 s                     |                             |                             |                             |
| 12                          | Heike Meissner              | Tyskland                    | 1                           | 6                           | 5                           | 55.73 s                     |                             |                             |                             |
| 14                          | Catherine Scott-Pomales     | Jamaica                     | 2                           | 2                           | 8                           | 55.78 s                     |                             |                             |                             |
| 15                          | Natalja Torsjina            | Kazakstan                   | 1                           | 1                           | 7                           | 56.22 s                     |                             |                             |                             |
| 16                          | Julia Nosova                | Ryssland                    | 1                           | 7                           | 8                           | 56.58 s                     |                             |                             |                             |

### Final
| 1 | Irina Privalova             | Ryssland       | 3 | 0,178 s | 53,02 s | PB |
| 2 | Deon Hemmings               | Jamaica        | 6 | 0,446 s | 53,45 s | SB |
| 3 | Nezha Bidouane              | Marocko        | 4 | 0,169 s | 53,57 s |    |
| 4 | Daimi Pernia                | Kuba           | 5 | 0,447 s | 53,68 s | SB |
| 5 | Tetjana Teresjtjuk-Antipova | Ukraina        | 8 | 0,326 s | 53,98 s | SB |
| 6 | Ionela Tirlea               | Rumänien       | 7 | 0,281 s | 54,35 s | SB |
| 7 | Guðrún Arnardóttir          | Island         | 2 | 0,238 s | 54,63 s |    |
| 8 | Tasha Danvers               | Storbritannien | 1 | 0,174 s | 55,00 s |    |